# Cantone di Sainte-Luce
Il cantone di Sainte-Luce è una divisione amministrativa situato nel dipartimento e regione della Martinica.

## Comuni
- Sainte-Luce